# Walter Hohmann

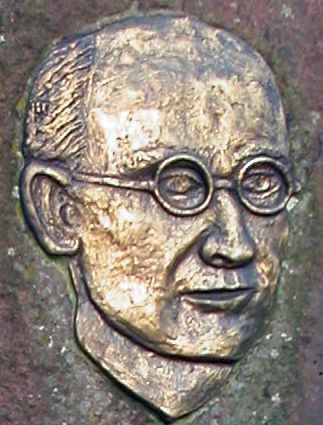

Walter Hohmann (Hardheim, Alemanha, 18 de março de 1880 – Essen, Alemanha, 11 de março de 1945) foi um engenheiro alemão que fez importantes contribuições à compreensão da dinâmica das órbitas. 
Em um livro publicado em 1925, Hohmann demonstrou uma alternativa de eficiência de combustível para mover uma espaçonave entre duas órbitas diferentes, hoje chamada de órbita de transferência de Hohmann. Recebeu um doutorado da Universidade Técnica de Aachen em 1920.